# Šárka Šteinochrová
Šárka Šteinochrová (* 25. ledna 1993 Tábor) je česká blogerka, zdravotnice, tvůrkyně videí a zakladatelka organizace Maminy s rakovinou, již založila v návaznosti na skutečnost, že sama si touto diagnózou prošla (konkrétně se jednalo o Hodgkinův lymfom). Organizace se soustřeďuje na pomoc matkám s rakovinou.
V roce 2019 žila se svým manželem a synem Dominikem u Plzně.
V roce 2020 dokončila profesní vzdělávání v oboru Management v neziskovém sektoru.
V listopadu 2021 v období onkologické remise přivedla na svět dceru.
V listopadu 2024 dokončila dlouhodobý certifikovaný výcvik profesionální fundraiser v Českém centrum fundraisingu.